# Grullos
Grullos ist eine von elf Verwaltungseinheiten (span.: Parroquias) in der Gemeinde Candamo der autonomen Region Asturien in Spanien. Zudem ist es auch der Verwaltungssitz der Gemeinde Candamo.

## Sehenswertes
- Grullos ist bekannt für seine Vielzahl sehr alter Hórreos und Brotspeichern, den sogenannten Paneras.
- Kirche „Iglesia de Santa María“
- Casa Ceñedo

## Feste und Feiern
- 24. August „Fiesta de San Bartolomé“
- 31. August „Fiesta de Santa Isabel“